# مقاطعة إيسيك-آتا
مقاطعة إيسيك-آتا (بالروسية: Ысык–Атинский район)‏، هي واحدة من ثماني مقاطعات (مقاطعة أو رايون) من إقليم  تشوي شمالي قيرغيزستان. تبلغ مساحتها 2,415 كيلومتر مربع (932 ميل مربع)، وبلغ عدد سكانها المقيمين (132,759) نسمة في عام 2009. مدينة كانت هي المركز الإداري للمقاطعة (عدد سكانها (21,589) نسمة في عام 2009)، وكانت المنطقة نفسها تعرف باسم مقاطعة كانت في الماضي. تقع المقاطعة على الجانب الجنوبي من نهر تشوي، في منتصف الطريق بين العاصمة بيشكك والعاصمة الإقليمية السابقة توكموك.

## قاعدة القوات الجوية والكلية الجوية
في عام 1941، تم إنشاء قاعدة القوات الجوية السوفيتية ومدرسة تدريب الطيارين في المنطقة. خلال فترة الحرب العالمية الثانية، تدرب فيها 1507 طيارا عسكريا. ومنذ عام 1956، تدرب في هذه الكلية عدة طيارين أجانب؛ ومن بين خريجيها كان الرئيس المصري السابق حسني مبارك والرئيس السوري الراحل حافظ الأسد.
وفي عام 1992، في فترة انتهاء الإتحاد السوفييتي تم نقل ملكية القاعدة الجوية إلى سلطات قيرغيزستان؛ و منذ عام 2003 تستضيف هذه القاعدة وحدات القوات الجوية الروسية.

## الحت والتعرية بفعل المياه
سلطات المقاطعة، وكذلك سكان قرية ميليانفان (بالروسية: Милянфан)‏ الواقعة على ضفاف نهر نهر تشوي قلقون من تزايد معدلات الحت والتعرية على اراضي المنطقة بفعل هذا النهر الذي يحول مساره جنوبا وكانت النتيجة حت وتعرية الضفة اليسرى (الجنوبية).

## التركيبة السكانية
وفقا لإحصائية عام 2009، شملت مقاطعة إيسيك-آتا بلدة واحدة و 58 قرية في 18 مجتمعا ً ريفياً (أييل أوكموتوس). ووفقاً لتعداد السكان والمساكن لعام 2009، بلغ عدد سكانها الفعلي (131,503) نسمة، و (132,759) نسمة بحكم القانون. ويعيش نحو (21,762) نسمة في المناطق الحضرية، و(109,741) نسمة في المناطق الريفية.

### التكوين الإثني
ووفقاً لتعداد عام 2009، كان التكوين الإثني لمقاطعة إيسيك-آتا (السكان بحكم القانون):
| المجموعة الإثنية | التعداد | نسبة سكان مقاطعة كيمين |
| ---------------- | ------- | ---------------------- |
| قرغيز            | 62٬620  | 47.2%                  |
| روسيون           | 28٬000  | 21.1%                  |
| شعب دونغان       | 19٬223  | 14.5%                  |
| أتراك            | 4٬699   | 3.5%                   |
| أويغور           | 4٬091   | 3.1%                   |
| أذربيجان         | 3٬486   | 2.6%                   |
| جرمان            | 1٬524   | 1.1%                   |
| أوكرانيون        | 1٬343   | 1.0%                   |
| كازاخ            | 1٬317   | 1.0%                   |
| تتار             | 1٬078   | 0.8%                   |
| بلقار            | 611     | 0.5%                   |
| كوريون           | 588     | 0.4%                   |
| طاجيق            | 383     | 0.3%                   |
| أكراد            | 349     | 0.3%                   |
| قراشاي           | 182     | 0.1%                   |
| بلغار            | 108     | 0.1%                   |
| مجموعات أخرى     | 950     | 0.7%                   |

### الأماكن المأهولة
في المجمل، تشمل مقاطعة إيسيك-آتا على بلدة واحدة و 56 مستوطنة في 18 مجتمعا ريفيا. aiyl okmotus ويمكن أن يتألف كل مجتمع ريفي من قرية واحدة أو عدة قرى. تتوزع المجتمعات الريفية والمستوطنات في مقاطعة إيسيك-آتا على النحو التالي:
1. مدينة كانت
2. أك-كودوك أييل أوكموتو (5: مركز - قرية: كيروفسكوي؛ وكذلك قرى أك- كودوك، كوتوفسكوي، بيرفومايسكوي و(خون تشي (بشكل جزئي))
3. بيرديك أيل أوكموتو (2: مركز - قرية: بيرديك؛ وكذلك قرية (خون تشي (بشكل جزئي))
4. إيفانوفكا أييل أوكموتو (1: مركز - قرية إيفانوفكا)
5. جي أيل أوكموتو (3: مركز - قرية: ديميترييفكا؛ وكذلك قريتا إيميني غاغارينا وجيك)
6. إنتراتسيونالني أييل أوكموتو (2: مركز - قرية: إنتراتسيونالني ; وأيضا قرية جار-باشي)
7. كنج - بولون أييل أوكموتو (4: مركز - قرية: كنج - بولون؛ وكذلك قرى غيدروسترويتيل ودروزبا وتشولبون)
8. كوتشكورباييف أييل أوكموتو (3: مركز - قرية: كينغيش؛ وكذلك قريتا بودينوفكا ودوكتوربيك كورمانالييف)
9. كراسنوريشينسكي أييل أوكموتو (1: مركز - قرية: كراسنايا ريشكا)
10. لوجفينينكو أييل أوكموتو (2: مركز - قرية: نوفوبوكروفكا (بشكل جزئي)؛ وأيضا قرية تشونغ-دالي)
11. ليوكسيمبورغ أييل أوكموتو (2: مركز - قرية: ليوكسيمبورغ; وأيضا قرية كيرشيلك)
12. ميليانفان أييل أوكموتو (1: مركز - قرية: ميليانفان)
13. نوفوبوكروفكا أييل أوكموتو (3: مركز - قرية: نوفوبوكروفكا (جزئيا)؛ وكذلك قرى لينينسكوي وساري-جون)
14. نورمانبيت أييل أوكموتو (3: مركز - قرية: نورمانبيت؛ وكذلك قريتا بيرفومايسكوي وإيميني ألياسكارا توكتونالييفا)
15. سين تاش أييل أوكموتو (8: مركز - قرية: اميني-تلمانا؛ وكذلك القرى أك-ساي، جيتيغين، كيزيل-اريك، أوتوغون، روت-فرونت، سوفتسكوي وسين تاش)
16. توز أييل أوكموتو (4: مركز - قرية: توز؛ وكذلك قرى دايربيك وجايلما ونيجنيايا سيرافيموفكا)
17. أوزون-كير أييل أوكموتو (3: مركز - قرية: جير كازار؛ وكذلك قريتا دروزبا ونيزني نوروس)
18. يوريفكا آيل أوكموتو (2: مركز - قرية: يورييفكا؛ وكذلك قرية يسيك- أتا)
19. إيسيك-أتا أييل أوكموتو (9: المركز - القرية: ألمالو؛ وكذلك القرى غورنايا سيرافيموفكا، جوغوركو-إيشك-سو، إيشكي-سو، كاراغاي-بولاك، نوروس، تاش-باشات، توغوز-بولاك، أوتش-إمتشيك)